# Boundoré (département)
Pour les articles homonymes, voir Boundoré.
Cet article concerne le département et la commune rurale. Pour le village chef-lieu, voir Boundoré (Burkina Faso).
Boundoré est un département et une commune rurale de la province du Yagha, situé dans la région du Sahel au Burkina Faso.
Le département comptabilisait 22 773 habitants au dernier recensement de 2006.

## Villages
Le département et la commune rurale de Boundoré est administrativement composé de vingt villages, dont le village chef-lieu homonyme (données de population consolidées en 2012, issues du recensement général de 2006) :
- Barantiangou (903 habitants)
- Bira (501 habitants)
- Boundoré (1 784 habitants), chef-lieu
- Dantiéré (971 habitants)
- Datambi (1 508 habitants)
- Formou (521 habitants)
- Gabouga (809 habitants)
- Kankantiari (1 392 habitants)
- Kira (785 habitants)
- Louba (749 habitants)
- Ouro-Diako (811 habitants)
- Pansi (1 229 habitants)
- Soulountou (1 155 habitants)
- Takatami (2 054 habitants)
- Takoulo (1 352 habitants)
- Tampétou (972 habitants)
- Tangangari (3 417 habitants)
- Tantiabongou (453 habitants)
- Timbaouri (238 habitants)
- Yama (1 169 habitants)